# Wildtierreservat Binder-Léré
Koordinaten: 9° 40′ 0″ N, 14° 28′ 0″ O
Das Wildtierreservat Binder-Léré ist ein Schutzgebiet in der Provinz Mayo-Kebbi Ouest im Südosten des Tschad unweit der Grenze zu Kamerun.

## Lage
Das Reservat wurde 1974 eingerichtet und bedeckt eine Fläche von 1350 km². Der Fluss Mayo Kébbi durchfließt das Wildtierreservat. Seine Wassermassen füllen den Léré-See und den Tréné-See. Zwischen den beiden Seen breitet sich die Touboiris- und Loké-Marschlandschaft aus, in deren nördlichem Bereich die Stadt Léré liegt.
Das Wildtierreservat liegt in einer Übergangszone von der offenen Savannenlandschaft der Sahel-Akazien-Savanne im Norden und der mit Bäumen durchsetzten Östlichen-Sudan-Savanne im südlichen Bereich.

## Fauna
Im Jahre 1997 wurde die Avifauna aufgenommen. Dabei wurden folgende bedrohte Vogelarten aufgezeichnet: die Nordafrikanische Lachtaube (Streptopelia roseogrisea), der Rotkehlspint (Merops bulocki), der Graukappen-Eremomela (Eremomela pusilla), der Langschwanz-Glanzstar (Lamprotornis pulcher), der Gambagaschnäpper (Muscicapa gambagae), der Braunwangenmahali (Plocepasser superciliosus), der Buschsperling (Petronia dentata) und der Grauastrild (Estrilda troglodytes).
Im Wildtierreservat lebt unter anderem der Afrikanische Manati (Trichechus senegalensis), von dem einstmals eine Gruppe von ca. 100 Tieren in den Seen lebte, jedoch erlebte der Bestand einen Rückgang. Es wurde am 14. November 2005 gemäß der Ramsar-Konvention als „Feuchtgebiet mit internationaler Bedeutung“ unter Schutz gestellt.